# Rakai (district)
Le district de Rakai est un district d'Ouganda. Sa capitale est Rakai.

## Localisation
Ce district du sud du pays est frontalier avec la Tanzanie et longe également le lac Victoria.

## Histoire
De par sa localisation, ce territoire est le lieu d'échanges commerciaux, notamment avec la ville tanzanienne de Bukoba. La route Masaka-Mutukula traverse le district du nord au sud.
Pour les mêmes raisons, il a aussi été le point de départ de l'épidémie de sida en Ouganda, aggravée par la dégradation des services sanitaires pendant les crises politiques ayant secoué le pays dans les années 1970 et 1980. Des succès ont été depuis enregistrés contre cette épidémie.
En 2007, le corridor qui formait sa partie nord en a été séparé pour devenir le district de Lyantonde.

## Personnalités
- Maria Mutagamba (1952-2017), ministre ougandaise.